# Simon Barere
Simon Barere (egentligen Barer), född 1 september 1896, död 2 april 1951, var en rysk pianist.
Simon Barere studerade först vid konservatoriet i Sankt Petersburg för Anna Jesipova och senare för Feliks Blumenfeld. 1918 vann han Rubensteinpriset och gav sig därefter ut på konsertturnéer i Europa och USA. I Stockholm gav han sin första konsert 1929. Barere var senare bosatt i USA. Hans pianospel kännetecknades av stark dramatisk kraft och intensitet och en hög tekniskt virtuositet.